# Einfeldia palaearctica
Einfeldia palaearctica är en tvåvingeart som beskrevs av Ashe 1991. Einfeldia palaearctica ingår i släktet Einfeldia och familjen fjädermyggor. Arten är reproducerande i Sverige. Inga underarter finns listade i Catalogue of Life.